# Clevatess
«Clevatess: The King of Magical Beasts, the Baby, and the Corpse Hero» (яп. クレバテス−魔獣の王と赤子と屍の勇者−, Kurebatesu: Majū no Ō to Akago to Shikabane no Yūsha, Клеватес: Король Магічних Звірів, Дитя та Герой-Труп) — серія манґи, написана та ілюстрована Юдзі Івахара. Її серіалізація розпочалася у сервісі Line Manga від Line Digital Frontier у серпні 2020 року, а також публікується на вебсайті Comic Alive+ видавництва Media Factory з квітня 2024 року. Аніме-телесеріал, створений студією Lay-duce, почав випускатись у липні 2025 року.

## Сюжет
Алісія прагнула бути хороброю героїнею з дитинства. Після того, як король обрав її однією з 13 героїв для походу, вона вирушила разом з іншими, озброївшись легендарними мечами, щоб підкорити повелителя магічних звірів, Клеватеса. Однак саме ці герої можуть стати причиною найсмертоноснішої катастрофи для королівства, яка знищить усе людство. Остання надія світу лежить у дитині, довіреній повелителю магічних звірів.

## Персонажі
Алісія (яп. アリシア, Arishia)
Сейю: Харука Шіраїші
Клен (яп. クレン, Kuren)
Сейю: Муцумі Тамура
Клеватес (яп. クレバテス, Kurebatesu)
Сейю: Юїчі Накамура
Луна (яп. ルナ, Runa)
Сейю: Сая Айзава
Король Гайден (яп. ハイデン王, Haiden Ō)
Сейю: Джун Хашізуме
Стефан (яп. ステファン, Sutefan)
Сейю: Мамору Міяно
Мірло (яп. ミルロ, Miruro)
Сейю: Юкі Оно
Холгас (яп. ホルガス, Horugasu)
Сейю: Кента Міяке
Кац (яп. カッツ, Kattsu)
Сейю: Юма Учіда
Мудо (яп. ムド)
Сейю: Йохеї Азакамі
Мінарк (яп. ミナーク, Mināku)
Сейю: Шімба Цучія

## Медіа

### Манґа
«Клеватес» написаний та ілюстрований Юдзі Івахара, вперше з'явився на цифровій платформі Line Manga 12 серпня 2020 року; того ж дня було опубліковано перший зібраний том у форматі танкобон. Станом на 15 квітня 2024 року опубліковано 7 томів. Манґа також публікується на вебсайті Comic Alive+ видавництва Media Factory з 24 квітня 2024 року. Нове видання зібраних томів розпочалося виходом першого та другого томів 5 липня 2024 року, за яким вийшов третій том 28 серпня та четвертий том 28 вересня.
| № | Дата виходу                                 | ISBN                                          |
| - | ------------------------------------------- | --------------------------------------------- |
| 1 | 12 серпня 2020 (LDF) 5 липня 2024 (MF)      | ISBN 978-4-866-97080-6 978-4-04-811299-4 (НВ) |
| 2 | 15 лютого 2021 (LDF) 5 липня 2024 (MF)      | ISBN 978-4-866-97146-9 978-4-04-811300-7 (НВ) |
| 3 | 15 вересня 2021 (LDF) 28 серпня 2024 (MF)   | ISBN 978-4-866-97208-4 978-4-04-811347-2 (НВ) |
| 4 | 15 березня 2022 (LDF) 28 вересня 2024 (MF)  | ISBN 978-4-866-97249-7 978-4-04-811348-9 (НВ) |
| 5 | 14 жовтня 2022 (LDF) 28 листопада 2024 (MF) | ISBN 978-4-866-97279-4 978-4-04-811349-6 (НВ) |
| 6 | 14 квітня 2023 (LDF) 28 січня 2025 (MF)     | ISBN 978-4-866-97291-6 978-4-04-811350-2 (НВ) |
| 7 | 15 квітня 2024 (LDF) 28 березня 2025 (MF)   | ISBN 978-4-04-811351-9 (НВ)                   |
| 8 | 28 травня 2025 (MF)                         | ISBN 978-4-04-811506-3 (НВ)                   |

### Аніме
2 липня 2024 року було анонсовано адаптацію у форматі аніме-телесеріалу. Виробництвом серіалу займається студія Lay-duce, режисером виступає Кійотака Тагучі, Кейго Коянаґі пише сценарій серіалу, Соїчіро Сако розробляє дизайн персонажів, а Нобуакі Нобусава є композитором музики. Прем'єра відбулась на 2 липня 2025 року на Tokyo MX та інших мережах. Відкриваюча пісня — «Ruler» у виконанні Маю Маешіми, а закриваюча пісня — «Destiny» у виконанні Еллі Голдінг. Crunchyroll транслюватиме серіал.